# Guild Wars: Factions
Guild Wars: Factions – gra komputerowa, będąca drugą kampanią z serii Guild Wars. 
Osią fabuły jest historia Shiro Tagachiego, byłego ochroniarza cesarza Kintaju (ang. Cantha), który 200 lat przed wydarzeniami w kampanii zamordował cesarza. Za ten czyn został skazany na śmierć. Kiedy umierał, Shiro Tagachi wydał z siebie okrzyk, który spowodował zamianę wszystkich mórz w jadeit, a także skamienienie lasów. 200 lat po tych wydarzeniach powraca i postanawia zawładnąć Kintajem. Celem gracza jest powstrzymanie go.
Oprócz tego historia opowiada losy dwóch wrogich frakcji – Luxonów (podróżujących po morzach jadeitu), a także Kurzików (żyjących w lasach), które walczą ze sobą o zasoby Kintaju – czyli przede wszystkim jadeit i bursztyn. Powodem trwającego 200 lat konfliktu jest spór o to, który z czempionów (Luxoński Archemorus czy Kurzickowy Wiktor) zabił Shiro Tagachiego. Gracz musi stanąć przed wyborym jednej z tych frakcji.

## Nowości
Autorzy dodali dwie nowe profesje:
- Zabójca (ang. Assassin) – skrytobójca zadający obrażenia przy pomocy sztyletów. Jego ataki są wyjątkowo szybkie i skuteczne. Zabija wrogów przy pomocy kombinacji ciosów. Jako jedyna postać w grze dysponuje także dużą gamą umiejętności, które pozwalają mu na teleportowanie się do przeciwnika (tzw. shadow step).
- Rytualista (ang. Ritualist) – szaman, który swą magią, opierającą się głównie na przywoływaniu duchów i modlitwach, wspiera drużynę zaklęciami ochronnymi, bądź zadaje obrażenia wrogom.

Wprowadzono także dwa nowe tryby rozgrywki PvP (gracz kontra gracz):
- 8vs8 – CM (Competitive Mission) – Tryb ten jest dostępny tylko dla posiadaczy kampanii Factions. Początkowo był dostępny jedynie dla postaci PvE jednak z czasem zostało to zniesione i postacie PvP też mogą brać w nich udział. Podobnie jak w Alliance Battles gracz staje po stronie jednej z dwóch frakcji. Różnicą jest jednak to, że aby wygrać musi wykonać konkretne zadania. Są dwie takie mapy Fort Aspenwood (Fort w Osikowym Lesie) i Jade Quarry (Jadeitowa Kopalnia). Na pierwszej głównym celem Luxonów jest zabicie głównego architekta Kurzicków natomiast celem tych drugich jest go bronić aż zbuduje Zemstę Bogów. Na drugiej natomiast walki toczą się o kontrole nad kopalniami i jadeitem.
- 12vs12 – AB (Alliance Battles) – Po wyjściu kampanii Factions został dodany nowy tryb gry PvP – Wojna pomiędzy frakcją Kurzicków a Luxonów. Po każdej stronie konfliktu są trzy drużyny składające się z czterech graczy. Stają one do walki ze sobą o tereny swoich krain. Gra polega na odbijaniu kapliczek których bronią NPC. Grę wygrywa drużyna, która jako pierwsza zdobędzie 500 punktów (lub zajmie wszystkie kapliczki i utrzyma ja przez 60 sekund), które można otrzymać poprzez zabijanie innych graczy lub utrzymywanie kapliczek.